# Meliboeus cyaneoscutellatus
Meliboeus cyaneoscutellatus es una especie de escarabajo del género Meliboeus, familia Buprestidae. Fue descrita científicamente por Bourgoin en 1924.